# История на Етиопия
Етиопия е най-старата независима държава в Африка, както и страната с най-дълга писмена история на света.

## Етиопска империя

### Португалско влияние
През 15 век започва португалското влияние в Етиопия, португалците използват помощта на етиопците срещу мюсюлманите.